# Гришино (Янтіковський район)
Гри́шино (рос. Гришино, чув. Кĕрше) — село у складі Янтіковського району Чувашії, Росія. Входить до складу Можарського сільського поселення.
Населення — 163 особи (2010; 217 у 2002).
Національний склад:
- росіяни — 94 %